# Vittoriale degli italiani

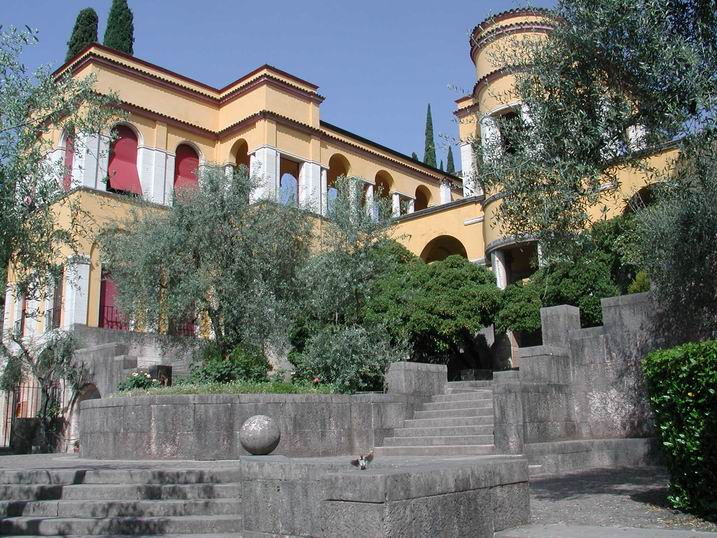
O Vittoriale degli italiani

O Vittoriale degli italiani é a monumental cidadela criada por Gabriele d'Annunzio, entre 1921 e 1938, quando o escritor italiano se mudou para Gardone Riviera, uma estância turística situada na margem bresciana do Lago de Garda, em Itália.